# 金井満
金井 満（かねい みつる、1894年（明治27年）1月20日 - 1974年（昭和49年）5月24日）は、大日本帝国陸軍軍人。最終階級は陸軍少将。功四級。

## 経歴
1894年（明治27年）に長野県で生まれた。陸軍士官学校第27期卒業。1939年（昭和14年）3月9日に工兵第3連隊長（第11軍・第3師団）に就任し、8月1日に陸軍工兵大佐に進級した。日中戦争に出動し、冀東作戦、宜昌作戦、漢水作戦などを連戦した。1941年（昭和16年）3月に陸軍築城部部員に転じた。
1943年（昭和18年）10月29日に第3工兵隊司令官（第2総軍・第16方面軍・第57軍）に就任し、1944年（昭和19年）8月1日に陸軍少将に進級。鹿児島県財部で本土決戦に備え終戦となった。終戦後は熊本師管区司令部附を経て、10月18日に宮崎連隊区司令官に就任した。
1947年（昭和22年）11月28日、公職追放仮指定を受けた。